# Henrique X da Baviera
Henrique, o Orgulhoso (c. 1100 — 20 de outubro de 1139), foi duque da Baviera (como Henrique X, de 1126 a 1139), duque da Saxônia (como Henrique II, de 1137 a 1139) e marquês da Toscana (de 1137 a 1139).

## Vida e reinado

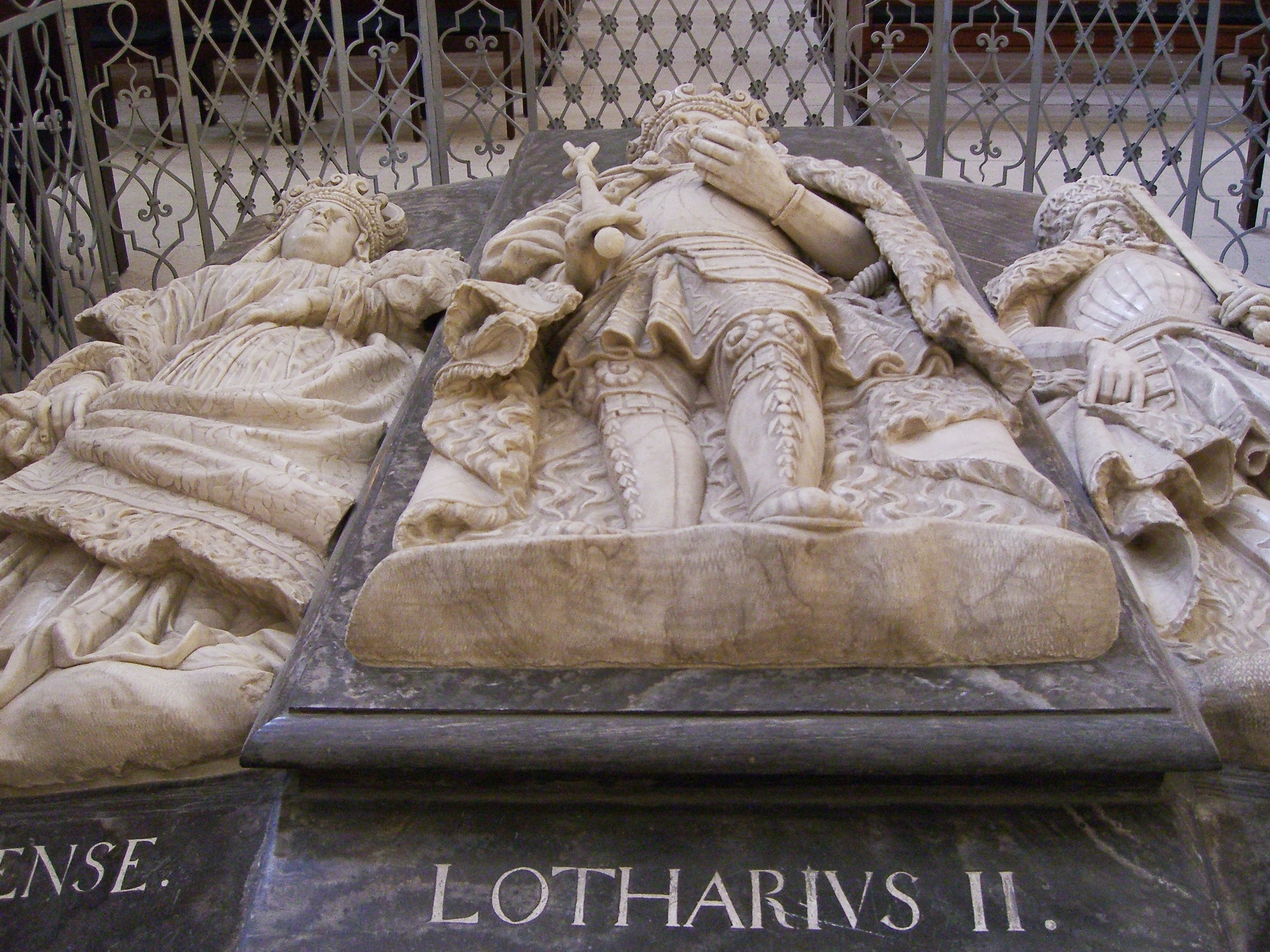

Era filho de Henrique, o Negro, duque da Baviera, e de Vulfilda, filha de Magno I, duque da Saxônia, logo, um membro da Casa de Guelfo e herdeiro sênior da Casa de Bilungo. Tanto seu pai quanto sua mãe faleceram em 1126, e como seu irmão mais velho, Conrado, entrara para a Igreja e morrera antes de seus pais, Henrique ascendeu ao Ducado da Baviera. Ele compartilhava as posses da família na Saxônia, na Baviera e na Suábia com seu irmão mais novo, Guelfo.
Em 27 de maio de 1127, Henrique casou-se com Gertrudes, a filha única de Lotário III, rei da Germânia, cujos casamento e herança tinham sido prometidas ao pai de Henrique como recompensa por seu apoio a Lotário na eleição real de 1125. Gertrudes era a herdeira das propriedades de três dinastias saxônicas: a Casa de Suplingemburgo, os Brunones e a Casa de Northeim. O casal teve apenas um filho: Henrique, o Leão.
Depois do casamento, Henrique tomou partido na disputa entre o rei e os irmãos Hohenstaufen, Frederico II, duque da Suábia (que era seu cunhado, uma vez que ele era esposo de Judite da Baviera), e Conrado, duque da Francônia (futuro rei Conrado III da Germânia). Enquanto envolvido nesta questão, Henrique ocupou-se também em suprimir uma rebelião na Baviera, liderada por Frederico, conde de Bogen, durante a qual tanto o conde quanto o duque tentaram estabelecer seus próprios candidatos à Diocese de Ratisbona. Depois de uma guerra devastadora, Frederico se rendeu, em 1133, e, dois anos depois, os Hohenstaufens fizeram as pazes com Lotário. Em 1136, Henrique acompanhou seu sogro à Itália e, no comando de uma divisão do exército imperial, marchou pelo sul da península, devastando as terras pelas quais passava. Distinguindo-se por suas habilidades militares durante essa campanha, Henrique foi escolhido marquês da Toscana e sucessor de Lotário no Ducado da Saxônia. A ele também foram dadas as antigas propriedades de Matilde de Canossa.
Quando Lotário faleceu, em dezembro de 1137, a riqueza e a posição de Henrique tornavam-no um candidato formidável ao trono da Germânia. Todavia, as mesmas qualidades que lhe valeram o cognome de "o Orgulhoso" suscitaram inveja nos príncipes e assim impediram sua eleição. O novo rei, Conrado III, demandou a insígnia imperial que estava na posse de Henrique e o duque, em troca, pediu sua investidura com o Ducado da Saxônia. Mas Conrado, que temia seu poder, recusou-se a concordar com isso sob o pretexto de que era ilegal ter dois ducados nas mãos de um só indivíduo. Tentativas de acordo falharam e, em julho de 1138, Henrique foi privado de seus ducados. Em 1139, Henrique sucedeu em expulsar seus inimigos da Saxônia e estava se preparando para atacar a Baviera quando morreu subitamente, provavelmente envenenado, na Abadia de Quedlimburgo, em 29 de outubro daquele ano. Seu corpo foi sepultado na colegiada de Königslutter, próximo aos de seus sogros. Seu filho ainda era menor de idade. O Ducado da Baviera foi dado a Leopoldo IV, marquês da Áustria, meio-irmão do rei Conrado. A Saxônia foi dada a Alberto, o Urso, filho da filha mais nova de Magno, o último duque da Saxônia da Casa de Bilungo.
Henrique, o Leão, em 1143, assumiu o Ducado da Saxônia. Seguido pelo Ducado da Baviera, em 1154, Reunificando ambos os ducados na Casa de Guelfo.